# Ratten
Ratten là một đô thị thuộc huyện Weiz thuộc bang Steiermark, nước Áo. Đô thị Ratten có diện tích 28,72 km², dân số thời điểm cuối năm 2005 là 1217 người.